# Ludwig Leschetitzky
Ludwig Leschetitzky (* 22. September 1886 in Wien; † 7. Mai 1951 in Linz) war ein österreichischer Komponist und Dirigent.

## Leben und Wirken
Leschetitzky war zuerst Bankbeamter bei der Union-Bank Triest und studierte von 1906 bis 1910 am dortigen Konservatorium „Giuseppe Tartini“ und in Wien bei E. Thomas. Danach war er an verschiedenen deutschen Theatern als Kapellmeister tätig, ab 1925 am Schlosstheater Schönbrunn in Wien.
Von 1933 bis 1946 war Leschetitzky Generalmusikdirektor am Opernhaus Chemnitz und des Öfteren Gastdirigent an der Wiener Staatsoper. 1947 wurde er Kapellmeister und später Operndirektor am Landestheater Linz. Weiters war er Dirigent der Linzer Symphoniker und Leiter der Dirigenten-, Orchester- und Chorklasse am Brucknerkonservatorium in Linz.

## Werke
- Die Perle von Arasthan (Oper)
- Zwerg Nase (Märchenspiel)
- Das Fest auf Solhaug (symphonische Dichtung)
- Lieder und Kammermusik

## Auszeichnungen
- Staatspreis für Komposition (1909)
- Cavaliere ufficiale der italienischen Krone (1936)
- Auswärtiges Mitglied Königlich Schwedische Musikakademie (1940)